# ناصر العصيمي
ناصر صنهات ساير العصيمي نائب سابق في مجلس الأمة الكويتي.

## سيرته
نائب سابق في مجلس الأمة الكويتي، ولد في عام 1926 في بادية الكويت وهو أكبر إخوته مناحي وعبد الرحمن عاش في الأحمدي في بداية حياته وتلقى تعليمه فيها وعمل في شركة النفط قبل أن ينتقل للعيش في منطقة خيطان حيث تزوج وأنجب أبناءه جمال وطلال.

## نشاطاته
عمل ناصر في التجارة والأعمال الحرة فأسس عدد من الشركات التي تعمل في مجال العقار والمقاولات وأسس كذلك مصنع للطابوق، ويذكر انه عم النواب السابقين وليد العصيمي وعبد السلام العصيمي.

## مساهماته
- ساهم ناصر العصيمي ببناء منطقة خيطان وإرساء قواعدها ونظراً لكفائته وتزكية أبناء المنطقة له تم انتخابه أول مختاراً للمنطقة عام 1961
- ساهم في وضع لبنة تأسيس نادي خيطان الرياضي عام 1964 فكان عضو في أول مجلس إدارة للنادي.[2]
- ثم توجه للعمل التعاوني فأسس جمعية خيطان التعاونية كما شارك بتأسيس اتحاد الجمعيات التعاونية عام 1971 وأصبح عضواً في أول مجلس إدارة للاتحاد.
- شارك في انتخابات المجلس البلدي عام 1964 عن دائرة الفروانية وخيطان وفاز بالعضوية ليساهم من موقع آخر لخدمة الوطن.[3]
- شارك في انتخابات مجلس الأمة الكويتي 1963 في الدائرة الخامسة وحصل على المركز السابع برصيد 433 صوت وخسر الانتخابات بفارق ضئيل.[4]
- شارك في انتخابات مجلس الأمة الكويتي 1967 في الدائرة الخامسة وحصل على المركز الرابع برصيد 874 صوت وفاز بالانتخابات.[5]
- شارك في انتخابات مجلس الأمة الكويتي 1971 في الدائرة الخامسة وحصل على المركز الثالث برصيد 910 أصوات وفاز بالانتخابات.[6]
- شارك في انتخابات مجلس الأمة الكويتي 1975 في الدائرة الخامسة وحصل على المركز الأول برصيد 991 صوت وفاز بالانتخابات.[7]
- شارك في انتخابات مجلس الأمة الكويتي 1981 في الدائرة الرابعة عشر وحصل على المركز الأول برصيد 315 صوت وفاز بالانتخابات رغم انه كان يرقد في المستشفى بسبب المرض.[8]

## من أبرز التشريعات التي ساهم فيها خلال مسيرته النيابية
- قانون محكمة التمييز.
- قانون المحكمة الدستورية.
- قانون إنشاء الهيئة العامة للإسكان.
- قانون إنشاء الشركة العربية للملاحة.
- قانون إغاثة المتضررين من العدوان الإسرائيلي.
- قانون إنشاء الهيئة العامة للتعليم التطبيقي والتدريب.
- قانون تأميم النفط.
- قانون التأمينات الاجتماعية.

## وفاته
توفي في 29 يناير 1982 بعد معاناة المرض في العاصمة الأمريكية واشنطن وهو في عمر 56 عامًا.